# Fundación Wau Holland
La Fundación Wau Holland (oficialmente en alemán Wau Holland Stiftung, WHS) es una organización sin ánimo de lucro con sede en Hamburgo, Alemania.
La organización se creó en 2003 en memoria del científico computacional Wau Holland, cofundador del Chaos Computer Club. Relacionada con la Chaos Computer Club, la Fundación Wau Holland tiene por objetivo la preservación de las ideas de Wau Holland y proverlas en campos como la evaluación pública de la tecnología, la historia de la tecnología y la libertad de información.
Entre los proyectos de la Fundación se incluyen el "Archivo de la Historia Contemporánea de la Tecnología" (Hackerarchiv), el cual pretende tener documentada la trayectoria de los hacker; y una campaña activa contra el fomento oficial del voto electrónico (ambos proyectos en colaboración con el Chaos Computer Club). La Fundación Wau Holland se encarga también de aceptar donaciones en Europa dirigidas a WikiLeaks.
Los fondos de la WHS rondan los 62.000€ (diciembre de 2010), cuyos intereses anuales (2500€) se destinan a la financiación de la obra de la Fundación y al apoyo de proyectos.